# Heavenly Culture, World Peace, Restoration of Light
Dieser Artikel wurde in der Qualitätssicherung Religion eingetragen. Hilf mit, die inhaltlichen Mängel dieses Artikels zu beseitigen, und beteilige dich an der Diskussion.
Heavenly Culture, World Peace, Restoration of Light (HWPL) (dt. „Himmlische Kultur, Weltfrieden, Wiederherstellung des Lichts“) ist eine im Jahr 2013 von Lee Man-hee gegründete Organisation mit Sitz in Seoul, Südkorea. Nach eigenen Angaben handelt es sich um eine Friedensorganisation, welche über 70 koreanische und 100 internationale Niederlassungen hat.
HWPL wird von Kritikern als Tarnorganisation der ebenfalls von Lee Man-hee gegründeten Shincheonji-Kirche bezeichnet. Letztere wird unter anderem von Vertretern christlicher Kirchen als Sekte oder religiöser Kult eingeordnet.
Die Evangelische Informationsstelle Kirchen – Sekten – Religionen kritisiert unter anderem, dass unter dem Namen HWPL Friedensaktivitäten angeboten werden, ohne dass der Shincheonji-Hintergrund deutlich gemacht würde.

## Geschichte

### 2013–2015
Der Vorsitzende Man Hee Lee hat HWPL im Jahre 2013 gegründet. Am 25. Mai 2013 proklamierte HWPL die Deklaration des Weltfriedens am Friedenstor im Olympic Park Seoul. Die Bekanntmachung beinhaltete einen Aufruf an die Gesellschaft, gemeinsam für den Frieden zu arbeiten.
HWPL veranstaltete vom 17. bis 19. September 2014 das World Alliance of Religions’ Peace (WARP) Summit („Gipfel der globalen Friedensallianz der Religionen“) in Seoul. Rund 50 aktuelle und ehemalige politische Führungskräfte, 700 Religionsführer, Rechtsexperten und Delegierte von Jugend- und Frauenorganisationen versammelten sich bei der Veranstaltung. Sie fand unter dem Titel „Die Verabschiedung eines internationalen Gesetzes für die Beendigung von Kriegen, für ein Erbe des Friedens und für die globale Allianz der Religionen“ statt. Die Eröffnungsfeier fand im Olympiastadion Seoul statt und beinhaltete u. a. eine Kartenaufführung. Am zweiten Veranstaltungstag nahmen 12 Religionsführer an der Unterzeichnungsfeier des „Abkommens über die Einheit der Religionen“ teil, welche besagte, dass sich alle Religionen vereinigen sollten, um den Weltfrieden zu erreichen. Es folgten Podiumsdiskussionen mit Ministerpräsidenten, Regierungsbeamten und Präsidenten von obersten Gerichtshöfen. Zudem beschlossen die Teilnehmer das „Abkommen über die Verabschiedung eines Internationalen Gesetzes“, das von einem internationalen Gesetz zur Beendigung des Krieges handelte. Die Veranstaltung endete mit einem „Weltfriedensmarsch“ in der Nähe des Olympic Park Seoul.
Im September 2015 fand im Hauptauditorium des Yongin Elysian Learning Center in Südkorea die „1. jährliche Gedenkfeier an das World Alliance of Religions’ Peace Summit vom 18. September“ statt. Hierbei versammelten sich Rechtsexperten, politische und religiöse Führungskräfte und konsultierten über die Hauptthemen „Umsetzung eines internationalen Abkommens zur Beendigung des Krieges und zur Erreichung des Weltfriedens“ und „Einrichtung der Büros der globalen Friedensallianz der Religionen“. Darüber hinaus ernannte HWPL 11 Rechtsexperten zu Mitgliedern des HWPL International Law Peace Committee, um an dem Entwurf des Abkommens zur Beendigung des Krieges zu arbeiten.

### 2016–2017
HWPL präsentierte das fertiggestellte Abkommen bei der „Proklamationsfeier“ der Declaration of Peace and Cessation of War (DPCW, „Deklaration des Friedens und der Beendigung der Kriege“) am 14. März 2016. Die Deklaration enthält 10 Artikel, die u. a. ein Verbot der Gewaltanwendung, eine Reduzierung militärischer Macht, eine friedliche Lösung von Konflikten und Religionsfreiheit beinhalten. Führungskräfte aus verschiedenen Bereichen und rund 30 Jugend- und Frauenorganisationen nahmen an der Veranstaltung in Seoul teil.
Um konkrete Pläne zur Unterstützung der Declaration of Peace and Cessation of War zu debattieren, versammelten sich Politiker, Religionsführer und Rechtsexperten bei der „2. Gedenkfeier an das World Alliance of Religions’ Peace Summit“ im September 2016.
Beim „Friedensforum zur 1. jährlichen Gedenkfeier an die DPCW“ am 14. März 2017 fanden Diskussionen über die Legislate Peace Campaign (LP-Campaign, „Kampagne für die Erlassung des Friedens“) statt, die das Ziel hat, die DPCW als UN-Resolution verabschieden zu lassen. Hierzu erklärte der Vorsitzende von HWPL, dass Friedenskonsolidierung „keine individuelle Aufgabe“, sondern „für alle relevant“ sei. Eine Veranstaltung der Kampagne war beispielsweise das HWPL National Marathon Festival in Seoul.
Die Diskussionen bei der „3. Gedenkfeier an das World Alliance of Religions’ Peace Summit“, die im September 2017 im Hwaseong-Sportkomplex in Seoul stattfand, hatten das Ziel, „die DPCW in eine rechtswirksame Form umzuwandeln, die Harmonie zwischen den Religionen zu fördern und eine Kultur des Friedens zu entwickeln“. Ca. 300 Religionsführer nahmen teil, u. a. aus dem Christentum, dem Sikhismus, dem Hinduismus und dem Buddhismus.

### 2018–2019
Im März 2018 nahmen rund 150.000 Teilnehmer an der „2. jährlichen Gedenkfeier an die DPCW“ teil, die in 71 Ländern stattfand, u. a. in den USA, in Deutschland, Ukraine, Großbritannien und China. Das Thema lautete: „Ein Aufruf zum Aufbau einer Welt des Friedens und zur Verwirklichung der Gerechtigkeit“
Am 18. September 2018, als sich die koreanischen Präsidenten Moon Jae In und Kim Jong Un in Pjöngjang trafen, fand die „4. Gedenkfeier an das World Alliance of Religions’ Peace Summit“ statt und beinhaltete u. a. Diskussionen über die friedliche Wiedervereinigung der koreanischen Halbinsel. Der Veranstaltungsort war das Incheon Asiad Main Stadium.
In Zusammenarbeit mit der philippinischen Organisation Volunteer Individuals for Peace (Freiwillige für den Frieden) veranstaltete HWPL am 15. Februar 2019 im Philippine Sports Stadium ein Festival unter dem Titel „Wir sind eins für den Frieden, um eine nachhaltige Entwicklung zu erreichen“. Beide Organisationen unterzeichneten eine Vereinbarung, um gemeinsam ihre Friedensarbeit zu erweitern. Die Veranstaltung endete mit einer Unterzeichnungszeremonie der „Philippinischen Friedensdeklaration“, welche von der „Verwirklichung des nationalen und globalen Friedens“ handelte.
Bei der „3. jährlichen Gedenkfeier an die DPCW“ im März 2019 legte HWPL einen Fortschrittsbericht über die Umsetzung der DPCW vor. Dem Bericht zufolge unterstützen die Seychellen, Eswatini und die Komoren die Erklärung auf Regierungsebene sowie mehrere Organisationen durch die Unterzeichnung von Vereinbarungen zur Zusammenarbeit. Teilnehmer hielten Vorträge zum Thema „die Rolle der Zivilgesellschaft für die friedliche Vereinigung und die Zusammenarbeit auf der koreanischen Halbinsel“. Darüber hinaus erklärte der Generaldirektor von IPYG, dass die Organisation seit 2018 eine Anzahl von 200.000 Friedensbriefen gesammelt und an 7 Staatsoberhäupter in Südafrika, Indonesien, Neuseeland, Namibia, Malaysia, Bosnien und Herzegowina gesendet habe.
Bei der „5. Gedenkfeier an das World Alliance of Religions’ Peace Summit“ im September 2019 nahmen schätzungsweise 300.000 Menschen in 113 Ländern teil, darunter Deutschland, Australien, Russland, Südafrika und Großbritannien. In Seoul haben die Teilnehmer unter dem Titel „Erlassung des Friedens - Umsetzung der DPCW für nachhaltige Entwicklung“ folgende Themen besprochen: „Unterstützung auf internationaler Ebene für die Verabschiedung der DPCW als UN-Resolution; Verbreitung einer Kultur des interreligiösen Verständnisses und Dialogs auf der Grundlage religiöser Schriften; Stärkung der Fähigkeiten des Jugend- und Frauenfriedensnetzwerks; Umsetzung der weltweiten Friedenserziehung zur Konsolidierung des Friedens; Ausbau eines globalen Mediennetzwerkes für den Frieden“.

## Aktivitäten
Die drei Hauptinitiativen von HWPL lauten International Law for Peace („Das internationale Friedensgesetz“), World Alliance of Religions’ Peace (WARP) Office („Büro der globalen Friedensallianz der Religionen“) und Peace Education („Friedenserziehung“). HWPL ist mit der International Peace Youth Group (IPYG) verbunden und arbeitet eng mit ihrer Partnerorganisation International Women`s Peace Group  (IWPG) zusammen.

### International Law for Peace
Das „Internationale Friedensgesetz“ ist eines der drei Hauptinitiativen von HWPL. Nach Angaben der Organisation sei die Verabschiedung eines Internationalen Gesetzes zur Erreichung des Friedens notwendig, da internationale Konflikte mit Mängeln des internationalen Sicherheitsmanagements zusammenhängen würden. Zu diesem Zweck entwickelte HWPL u. a. die Declaration of Peace and Cessation of War, die Legislate Peace Campaign und Peace Letters.

### Declaration of Peace and Cessation of War (DPCW)
HWPL hat die DPCW (Deklaration über den Frieden und die Beendigung der Kriege) am 14. März 2016 proklamiert, nachdem 11 Rechtsexperten aus verschiedenen Ländern die DPCW in Zusammenarbeit mit HWPL ausgearbeitet haben. Sie besteht aus 10 Artikeln und 38 Absätzen, die einen rechtlichen Rahmen für die Förderung freundschaftlicher diplomatischer Beziehungen, Abrüstung, Religionsfreiheit und friedliche Gesellschaften bilden.

### Legislate Peace Campaign
Die Legislate Peace Campaign (Kampagne zur Erlassung des Friedens) beinhaltet die Organisation von Veranstaltungen und Aktivitäten, um die Bürger dazu aufzurufen, sich weltweit für den globalen Frieden einzusetzen und die Initiativen von HWPL zu unterstützen. Es handelt sich beispielsweise um „Friedensmärsche“, die HWPL weltweit an verschiedenen Orten veranstaltet. Laut der Organisation unterstützen mittlerweile 1,5 Millionen Menschen die Legislate Peace Projekte.

### Peace Letter
HWPL überbringt Peace Letter (Friedensbriefe) an Staatsoberhäupter, in denen die Absender um Unterstützung des DPCW bitten, mit dem Ziel, dass die UN-Vollversammlung diese letztendlich als rechtsverbindliche Resolution verabschiedet. HWPL bietet jedem Bürger die Möglichkeit, an den Friedensbriefen mitzuwirken. Laut HWPL haben die Absender bisher Staatsoberhäupter und Botschafter aus insgesamt 193 Ländern adressiert.

### World Alliance of Religious Peace (WARP) Office
Die zweite Hauptinitiative fundiert auf der These, dass Missverständnisse und falsche Interpretationen der religiösen Schriften die Ursache für die meisten Konflikte weltweit seien. In diesem Zusammenhang kommen verschiedene Religionsführer im WARP Office zusammen, um ihre religiösen Schriften innerhalb eines Dialogs zu analysieren und zu vergleichen. Die Teilnehmer besprechen Themen wie beispielsweise den Ursprung der Menschheit, wobei sie sich einander annähern und eine gemeinsame Basis finden können. Am Ende findet in der Regel eine Fragerunde zwischen dem Publikum und den Diskussionsteilnehmern statt. HWPL hat das WARP-Office seit 2014 an 250 Standorten in 128 Ländern durchgeführt.

### Religious Peace Camps
HWPL veranstaltet Religious Peace Camps (Religiöse Friedenscamps) um junge Menschen über verschiedene Ethnien, Kulturen und Religionen zu informieren. Die Teilnehmer haben die Möglichkeit, verschiedene Gotteshäuser zu besuchen oder als Publikum an interreligiösen Dialogen zwischen Religionsführern teilzunehmen. Darüber hinaus erörtern die Teilnehmer Lösungen zur Verwirklichung des Friedens und Inhalte religiöser Schriften, die sich auf dieses Thema beziehen.

### Peace Education
Für Bildungseinrichtungen bietet HWPL die Durchführung von Peace Education („Friedenserziehung“) an. Zu diesem Zweck hat die Organisation Lehrmaterialien und Lehrpläne erstellt und arbeitet mit ungefähr 200 Bildungseinrichtungen in 21 Ländern zusammen, die u. a. den Titel HWPL-Friedensakademien tragen. Sie befinden sich beispielsweise in Indien, Rumänien, Südafrika und Israel. Zudem organisiert HWPL Workshops, um ihre Peace Education durch Vorträge und Unterrichtssimulationen vorzustellen.

### HWPL Weltfriedenstouren
Um die internationale Unterstützung für die Umsetzung des DPCW zu fördern, führte HWPL in verschiedenen Ländern HWPL Weltfriedenstouren durch. So fanden beispielsweise die 30. HWPL Weltfriedenstour im Februar 2019 in Australien, den Philippinen und Kambodscha und die 31. HWPL Weltfriedenstour im April 2019 in Rumänien statt.

### Friedensabkommen von Mindanao
Seit 1969 fanden auf der philippinischen Insel Mindanao Konflikte zwischen katholischen und muslimischen Einwohnern statt, bei denen über 100.000 Menschen ums Leben kamen. Nach einem Friedensmarsch am 24. Januar 2014 ließ HWPL die dort lebenden Vertreter der katholischen Kirche und des Islams das „Friedensabkommen von Mindanao“ unterzeichnen. Es beinhaltet die Beilegung der Konflikte und eine Zusammenarbeit zur Verwirklichung des Friedens. Seitdem findet jedes Jahr die „Gedenkfeier an den Friedenstag in Mindanao“ statt.

## Kontroverse & Kritik
Thomas Gandow, ehemaliger Sektenbeauftragter der Evangelischen Kirche in Berlin-Brandenburg kritisierte HWPL, da es sich um eine Tarnorganisation der neuen religiösen Bewegung Shincheonji handeln würde, u. a. mit der Begründung, dass beide Organisationen von demselben Vorsitzenden geleitet werden. Prof. Massimo Introvigne, Gründer des Zentrums für Studien über neue Religionen, widerspricht diesen Aussagen und erklärt, dass HWPL den internationalen Frieden fördern würde, offensichtlich ohne zu erwarten, dass ihre Kooperationspartner zu Shincheonji konvertieren würden.
In The Zimbabwe Independent kritisierte ein Autor das World Alliance of Religions Peace Summit 2014 dafür, dass anstatt der angekündigten Diskussionen und Workshops, lange Reden des Vorsitzenden und Friedensmärsche stattgefunden hätten. Außerdem zeigte HWPL ein Video des Menschenrechtlers Desmond Tutu, in welchem er die Friedensinitiative von HWPL lobte. Nachdem sich herausstellte, dass das Video für Werbezwecke genutzt wurde,  zog er seine Aussage zurück und forderte, das Video von der HWPL-Website zu löschen. Der Autor kritisierte auch den Obersten Richter Godfrey Chidyausiku für die Teilnahme an der „Proklamationsfeier der Declaration of Peace and Cessation of War“ im März 2016.